# 甲斐まり恵
甲斐 まり恵（かい まりえ、1980年6月13日 - ）は、日本の女優。熊本県阿蘇郡一の宮町（現阿蘇市）出身。かつてはセント・フォース、Staff-run、オスカープロモーションに所属していた。

## 略歴
- 小学3年生から7年間、阿蘇少年少女合唱団に在籍[3]。一の宮町立一の宮中学校では吹奏楽部、玉名女子高等学校では吹奏楽部（クラリネット担当[4]）に加え、声楽やバレエのレッスンに通った[3]。舞台芸術学院ミュージカル部本科卒業。
- 子供のころから宝塚歌劇団のファンで、毎年博多公演を見に行っていた。中学生の時に涼風真世が出演する『珈琲カルナバル』を見て衝撃を受け、宝塚を志す。しかし、入団試験は高校の部活動が忙しく十分な試験対策ができなかったため、最終選考で落選した[4]。
- 2005年、デビュー[2]。2006年から2009年まで『やじうまプラス』（テレビ朝日）のお天気キャスターを担当した[5][1][2]。やじうまプラス卒業とともに本格的に女優の活動を開始する[2]。
- 2020年（令和2年）2月22日に結婚した。

## 人物
- 趣味は映画・音楽鑑賞（ジャズ、クラシックなど）、ウォーキング、一人旅。
- 特技は日本舞踊、ピアノ・クラリネット・三味線演奏、書道[3]。書道は8段の実力で初等科師範の資格を取得している。
- 学生時代は徒競走が得意で、短距離走では学校で1、2位を争っており、常にリレーの選手に選ばれていた。また、小学4年生から6年生まで自主的に水泳大会に出場していた。一方で球技が苦手だった[4]。
- 幼少期はスーパー戦隊シリーズの『電撃戦隊チェンジマン』が大好きであったという[2]。

## 出演

### テレビ
報道・情報番組
| 期間           | 期間          | 番組名                                              | 役職                                                                                     |
| -------------- | ------------- | --------------------------------------------------- | ---------------------------------------------------------------------------------------- |
| 2005年10月     | 2006年3月     | THE 鈴木タイムラー（テレビ神奈川ほか）              | 女性リポーター                                                                           |
| 2005年12月17日 | 2007年2月     | 良好生活研究所（テレビ朝日）                        | レギュラー出演                                                                           |
| 2006年4月      | 2009年3月     | やじうまプラス（テレビ朝日）                        | 平日天気予報担当 ※2007年9月までは4・5時台も出演していたが、同年10月以降は6時台のみに縮小 |
| 2011年1月19日  | 2011年1月19日 | そうだったのか!池上彰の学べるニュース（テレビ朝日） | ゲスト出演                                                                               |
| 2016年4月16日  | 2016年4月16日 | 池上彰のニュースそうだったのか!!（テレビ朝日）      | ゲスト出演                                                                               |

バラエティ・音楽関連・旅番組・その他
- シネマ・コンシェルジュ（2008年、スター・チャンネル）
- 昭和の記憶保管バラエティー・メイド・イン・ジャパン（テレビ朝日）
- ロンドンハーツ（テレビ朝日）
- ミュージック in ドラマ『ホシに願いを』（2004年、NHK）
- くりぃむナントカ（2007年7月16日、テレビ朝日）
- 悲宝館（2007年9月14日、テレビ朝日）
- とくばん（2008年3月27日、TBS）
- カイテキTV（2009年7月 - 2010年6月、スカチャン）
- 魅惑のフルーツ 世界柿ロード（2010年2月13日、テレビ東京） - リポーター
- 浜ちゃんが!（2010年3月4日・4月8日、読売テレビ）
- オールスター感謝祭'10秋 超豪華!クイズ決定版（2010年10月3日、TBS）
- ドライブ A GO!GO!（2010年10月3日、テレビ東京） - リポーター
- 歴史ミステリーで巡る長崎（2012年11月、旅チャンネル）
- 土曜スペシャル「南関東〜富士山 満開!花めぐり絶景旅」（2015年7月11日、テレビ東京）

### テレビドラマ
- 任侠ヘルパー（2009年7月9日 - 9月17日、フジテレビ） - 戸川由香 役
- 月曜ゴールデン（TBS）
  - 十津川警部シリーズ43（2010年3月29日） - 篠塚怜子 役
  - 万引きGメン・二階堂雪19（2010年5月31日） - 静香 役
  - 緑川警部 vs 16時02分の路線バス（2010年7月26日）
  - 家庭教師が解く!2（2014年11月10日） - 鈴木美和子 役
- 仮面ライダーオーズ/OOO（2010年9月5日 - 2011年8月28日、テレビ朝日） - 白石知世子 / 真木仁美 役
- 検事・鬼島平八郎（2010年11月26日、テレビ朝日） - 大橋陽子 役
- 水曜ミステリー9 旅行作家・茶屋次郎9 - 12（2011年 - 2014年、テレビ東京） - 秘書・江原小夜子 役
- 相棒 season10 第14話（2012年2月1日、テレビ朝日） - 沢口京子 役
- S -最後の警官-（2014年1月12日 - 3月16日、TBS） - 棟方ゆづるの母親 役
- 死神くん 第8話（2014年6月13日、テレビ朝日） - 西島香織 役
- 孤独のグルメ Season5 第3話（2015年10月17日、テレビ東京） - 幸子 役
- 最上の命医2016（2016年2月10日、テレビ東京） - 渋沢涼 役
- ラブホの上野さん 第4話（2017年2月8日、フジテレビ） - 紗栄子 役
- 宇良田唯〜医者としての使命に燃えて〜（2021年1月17日、テレビ熊本） - 美枝 役[6]
- 機界戦隊ゼンカイジャー（2021年3月7日 - 2022年2月27日、テレビ朝日） - 五色田美都子 役[7]

### 映画
- 仮面ライダーシリーズ（東映） - 白石知世子 役
  - 仮面ライダー×仮面ライダー オーズ&ダブル feat.スカル MOVIE大戦CORE（2010年12月18日）
  - 劇場版 仮面ライダーオーズ WONDERFUL 将軍と21のコアメダル（2011年8月6日）
  - 仮面ライダー×仮面ライダー フォーゼ&オーズ MOVIE大戦MEGA MAX（2011年12月10日）
- 実録マフィアンヤクザ IV ABOVE THE LAW（2012年）※Vシネマ
- 機界戦隊ゼンカイジャー THE MOVIE 赤い戦い! オール戦隊大集会!!（2021年2月20日、東映） - 五色田美都子 役[7]
- 燃えよ剣（2021年10月15日）
- バッド・ランズ(2023年)

### Webドラマ
- ネット版 仮面ライダーオーズ 復活のコアメダル・序章（2022年3月13日、東映特撮ファンクラブ） - 白石知世子 役
- オーズ10th 仮面ライダーバース バースX誕生秘話（2022年7月3日、東映特撮ファンクラブ） - 白石知世子 役[8]

### オリジナルビデオ
- 仮面ライダーオーズ 10th 復活のコアメダル（2022年） - 白石知世子 役[9]
- 暴太郎戦隊ドンブラザーズVSゼンカイジャー（2023年） - 五色田美都子 役[10]

### テレビアニメ
- アイアンマン（2010年、アニマックス） - アナウンサー 役

### ラジオ
- ゴチャ・まぜっ!（MBSラジオ）

### CM
- 東京電力 - 江波杏子にインタビューする役
- ノバルティス
- iタウンページ
- 厚生労働省･建設労働災害防止協会（2006年度建設業年度末労働災害防止強調月間）
- 平成25年TOKYO交通安全キャンペーン（2013年）

### 舞台
- 地球ゴージャスVol.7ミュージカル『クラウディア』
- 恋風の街（テアトル銀座）
- 風ながるる
  - 東京公演（2012年9月26日 - 9月30日、SPACE107）
  - 大阪公演（2012年10月6日 - 10月8日、大阪市立芸術創造館）
  - 熊本公演（2012年10月11日 - 10月13日、熊本市男女共同参画センターはあもにい）
- 丸美屋食品ミュージカル『アニー』（2014年4月26日 - 5月11日、青山劇場） - リリー 役

### PV
- 鈴木みらい アルバム『Star』（2006年）

### 雑誌
- ビッグコミックスピリッツ（小学館） - 巻頭グラビア

### 動画配信
- 革命ステーション5+25（2009年7月6日 - 8月9日、LISMO Video） - 江藤陽子 役

## 作品

### 写真集
- marie（2007年9月26日、ワニブックス、撮影：根本好伸）ISBN 978-4-8470-4039-9
- ザテレビジョンPLUS+ 甲斐まり恵（2008年10月24日、角川ザテレビジョン）ISBN 978-4-04-895033-6
- TURN（2010年6月、学習研究社、撮影：樂満直城）ISBN 978-4-05-404605-4

### カレンダー
- 甲斐まり恵カレンダー2010

### DVD
- Ma cherie（2010年2月20日、イーネット・フロンティア）
- Color（2010年7月23日、イーネット・フロンティア）
- Gemini（2011年6月24日、竹書房）